# Statens Byggeforskningsinstitut
Statens Byggeforskningsinstitut (SBi) er en dansk forskningsinstitution, som i dag hører under Aalborg Universitet. 
SBi, der har adresse i Københavns Sydhavn, har ca. 130 medarbejdere. Ca. halvdelen af instituttets omsætning udgøres af en fast bevilling på finansloven. Bevillingen administreres af Trafik- og Byggestyrelsen.

## Historie
SBi blev grundlagt 1947, samtidig med oprettelsen af Boligministeriet. Formålet var blandt andet at medvirke til at løse boligmanglen mest effektivt. 
Fra 1947 til 1981 blev instituttet ledet af arkitekten Philip Arctander, først med titel af forskningsleder og fra 1968 med titel af direktør. Under Arctanders ledelse blev SBI i 1972 samlet i et nybygget domicil i Forskerparken i Hørsholm.
Fra 1981 til 2001 var civilingeniør, docent Hans Jørgen Larsen direktør.
Fra 2001 til 2008 var civilingeniør, ph.d. Lone Møller Sørensen direktør, og under hendes ledelse fik instituttet i 2001 nyt ressortministerium i form af Økonomi- og Erhvervsministeriet, da By- og Boligministeriet blev nedlagt ved VK-regeringens tiltræden.
I 2007 blev SBi indfusioneret på Aalborg Universitet, dog fortsat med domicil i Hørsholm. 
Siden 2008 har instituttets direktør været landinspektør, ph.d. Thorkild Ærø, under hvis ledelse SBi i 2012 flyttede fra Hørsholm til Københavns Sydhavn, hvor instituttet i dag er lokaliseret sammen med de øvrige dele af Aalborg Universitets afdelinger i København.

## SBi's byplanarbejde
SBi fik i januar 1962 bevilling til oprettelse af en afdeling for byplanforskning, der i mange år fik hjemsted i Hørsholm. Byplanafdelingens udvalg talte oprindeligt flere af tidens mest sagkyndige i byplanspørgsmål, således cand.jur. Vagn Rud Nielsen, professor dr.techn. P.H. Bendsen, arkitekt Peter Bredsdorff, arkitekt Edmund Hansen, arkitekt og kongelig bygningsinspektør Svenn Eske Kristensen, cand.polyt. Viggo Malling, civilingeniør Anders Nyvig, cand.oecon. Knud Stenshøj og Københavns Kommunes stadsingeniør Poul Vedel. Blandt senere medlemmer kan nævnes afdelingsarkitekt m.a.a. Arne Gaardmand, geografen lektor cand.scient. Jan Magnussen, professor og arkitekt Stefan Ott, civilingeniør dr.phil. Poul O. Pedersen samt Helsingør Kommunes stadsingeniør cand.polyt. Chr. Steen Petersen. 
Udvalget for Byplanforskning forestod udgivelsen af stribevis af publikationer under titlen SBI-byplanlægning. Publikationsserien var temmelig bred i sit indhold og omfattede analyser af spørgsmål i relation til byplanlægning herunder om borgernes medvirken.

## SBi-anvisninger
Blandt professionelle i dansk byggeri er SBi især kendt for såkaldte SBi-anvisninger. Anvisningerne beskriver bl.a. hvordan bygninger bør udformes i overensstemmelse med Bygningsreglementet, og de har status af alment teknisk fælleseje. Det betyder, at byggeriets parter har pligt til at være bekendt med anvisningernes indhold. Det er muligt at bruge andre løsninger, end dem som anvisningerne beskriver. Det er byggeloven og bygningsreglementet der er lovgivende inden for byggeriet, og SBI er en anvisning som beskriver god byggeskik og derfor ikke lovgivende. 

## Afdelinger
SBi har tre forskningsafdelinger:
- By, Bolig og Ejendom
- Byggeteknik og Proces
- Bygningers Energieffektivitet, Indeklima og Bæredygtighed

## Formidlingsvirksomhed
SBi har sit eget forlag. Ud over anvisningerne udgiver SBi også videnskabelige publikationer og IT-værktøjer. SBi's forskning formidles til offentligheden gennem SBi-anvisninger, websider, pressen og sociale medier.
Der arbejdes i disse år på at forbedre den digitale vidensdeling inden for byggeriet. SBi deltager derfor i forskellige projekter, som skal gøre det nemmere for de professionelle at finde kvalificeret viden om byggeri på internettet og at integrere digitale værktøjer i byggeriets processer.